# هایک خاچاطریان (سیاستمدار)
هایک روبرتی خاچاطریان (ارمنی: Հայկ Ռոբերտի Խաչատրյան؛ زادهٔ ۲۳ مهٔ ۱۹۷۹) یک سیاستمدار اهل ارمنستان است که از تاریخ ۲۰۱۲ تا تاریخ ۲۰۱۷ سمت نمایندگی دوره پنجم مجلس ملی جمهوری ارمنستان را برعهده داشت.

## زندگی‌نامه
در ۲۳ مهٔ ۱۹۷۹ در ایروان به دنیا آمد و از دانشگاه دولتی علوم پرورشی خاچاطور آبوویان ارمنستان فارغ‌التحصیل شد. 